# Lawson Peak
Lawson Peak är en bergstopp i Antarktis. Den ligger i Västantarktis. Argentina, Chile och Storbritannien gör anspråk på området. Toppen på Lawson Peak är 1 417 meter över havet, eller 35 meter över den omgivande terrängen. Bredden vid basen är 0,53 km.
Terrängen runt Lawson Peak är varierad. Havet är nära Lawson Peak åt sydväst. Trakten är obefolkad. Det finns inga samhällen i närheten. 